# Wulfsdorf (Scharbeutz)
Wulfsdorf ist ein Dorf im Westen der Großgemeinde Scharbeutz mit 215 Einwohnern (Stand: 10. Juni 2024). Es grenzt an die Gemeinde Ahrensbök an.

## Geschichte
Im 11. Jahrhundert war es von den Wenden besiedelt. Im Jahre 1138 wurden die Wenden von den Sachsen und Holsten besiegt. Daraufhin siedelten sich auch Westphalen und Holsten an. Benannt ist das Dorf nach einem Ritter Wulf, dem es damals gehörte.
1339 wurde Wulfsdorf, damals von zehn Hufnern besiedelt, für 668 Taler an den Bischof Heinrich II. von Lübeck verkauft, woraufhin bis ins 18. Jahrhundert Steuern an den Lübecker Dom und das Johanneskloster bezahlt werden mussten. Im Gegenzug wurden die Bauern in Wolsdorf aber durch die Lübecker Bischöfe z. B. vor Raubrittern beschützt. Wie aus einer Vermögensschätzung aus dem Jahr 1556 hervorgeht, waren die Einwohner damals wohlhabend.
Zum Dorf zählen fünf landwirtschaftliche Betriebe.
Am 1. Januar 1974 fusionierte die Gemeinde Gleschendorf, zu der die Orte Pönitz, Schulendorf, Steenrade (Ober- und Untersteenrade) und Wulfsdorf gehörten, mit der Gemeinde Haffkrug-Scharbeutz zur Gemeinde Scharbeutz.